# لوئیس پرساگوا
لوئیس پرساگوا (اسپانیایی: Luis Perezagua‎؛ زادهٔ ۸ اکتبر ۱۹۴۹) بازیگر اهل اسپانیا است. وی از سال ۱۹۷۹ میلادی تاکنون مشغول فعالیت بوده‌است.
از فیلم‌ها یا مجموعه‌های تلویزیونی که وی در آن‌ها نقش داشته است، می‌توان به چندی بعد، امکانش هست؟ و عشق می‌تواند بطور جدی به سلامت شما آسیب بزند اشاره نمود.